# Agrilus ceruleodepilis
Agrilus ceruleodepilis es una especie de insecto del género Agrilus, familia Buprestidae, orden Coleoptera.
Fue descrita científicamente por Thomson, 1879.